# پیستاکیا اینتگریما
پیستاکیا اینتگریما (نام علمی: Pistacia integerrima) نام یک گونه از تیره پسته‌ایان است.
این گونه بیشتر به عنوان پایه ای برای پسته های اهلی استفاده می شود. به عنوان مثال در یکی از معروفترین پایه های پسته که از دانشگاه کالیفرنیای آمریکا به دست آمده است (UCB1). از این پایه به عنوان پایه پدری (گرده دهنده) استفاده شده است.